# Цикл Дізеля

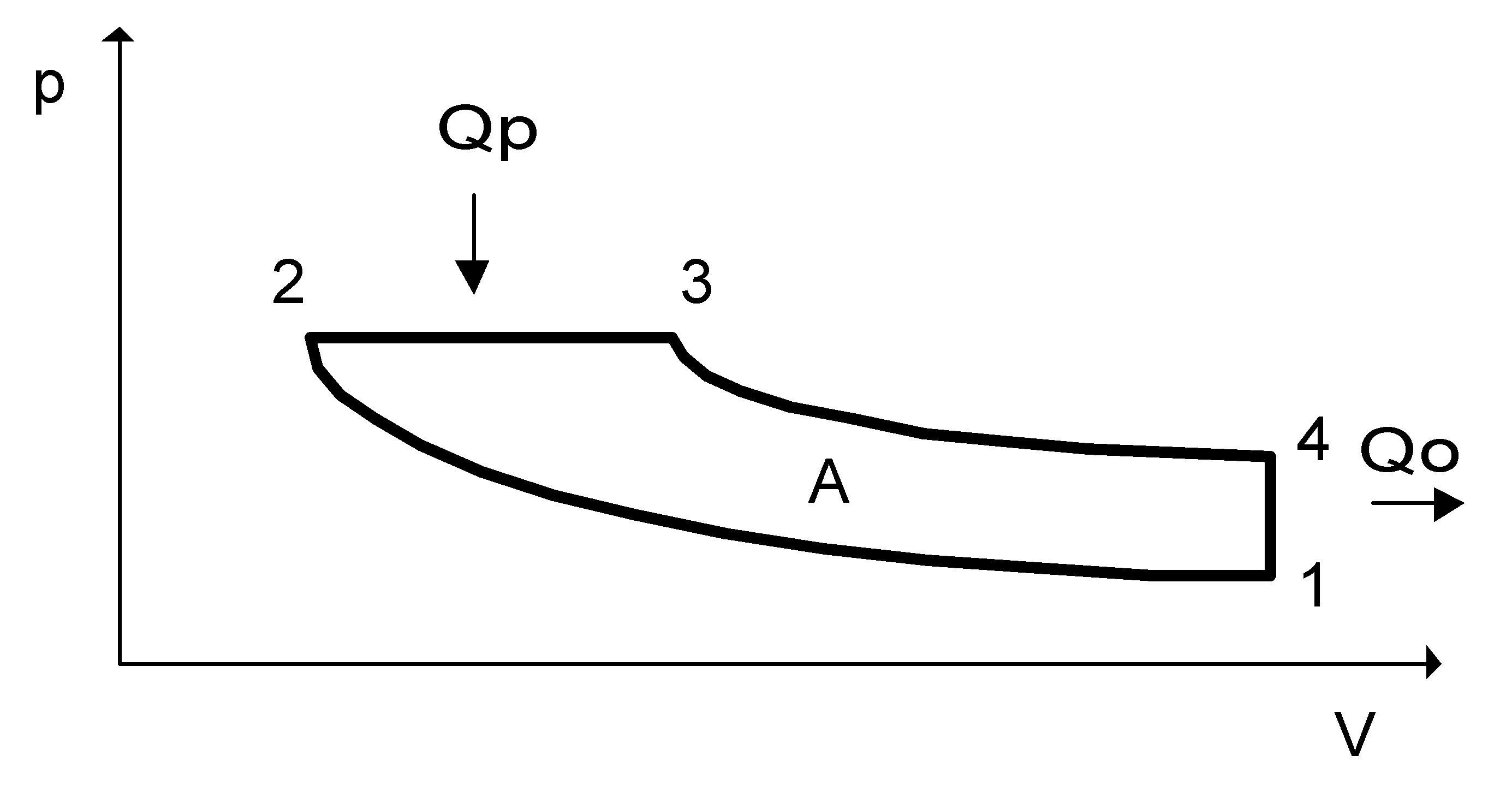
p-V діаграма циклу Дізеля

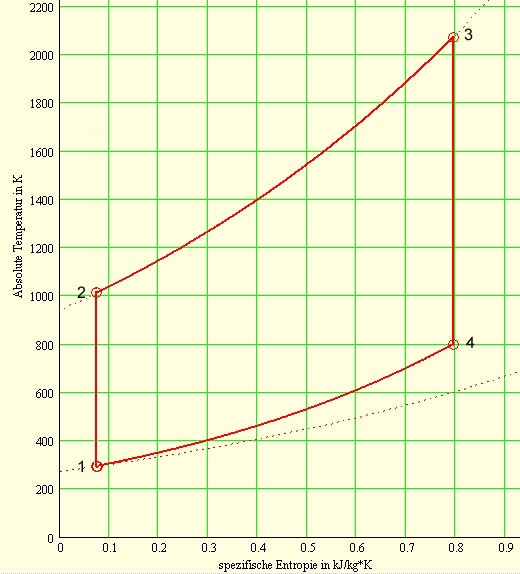
T-s діаграма циклу Дізеля

Цикл Дізеля (англ. Diesel cycle) — термодинамічний цикл, що описує робочий процес двигуна внутрішнього згоряння із займанням пального, що впорскується від нагрівання робочого тіла (цикл дизельного двигуна). Назву цикл отримав на честь німецького інженера-винахідника Рудольфа Дізеля, творця першої конструкції дизельного двигуна.
Ідеальний цикл Дізеля складається з чотирьох процесів:
- 1—2 адіабатичне стиснення робочого тіла;
- 2—3 ізобаричне підведення теплоти до робочого тіла;
- 3—4 адіабатичне розширення робочого тіла;
- 4—1 ізохоричне охолодження робочого тіла.

ККД циклу Дізеля:
{\displaystyle \eta =1-{\frac {1}{k}}\left({\frac {m^{k}-1}{m-1}}\right){\frac {1}{n^{k-1}}}},
де {\displaystyle \,n=V_{1}/V_{2}} — ступінь стиску;
{\displaystyle \,m=V_{3}/V_{2}} — коефіцієнт попереднього розширення;
{\displaystyle \,k} — показник адіабати.
Ідеальний цикл лише приблизно описує процеси, що відбуваються у реальному двигуні, але для технічних розрахунків для більшості випадків точність такого наближення є задовільною.